# Hamagid
Hamagid, hebr. ‏המגיד‎, HaMaggid LeIsrael – pierwszy na świecie tygodnik wydawany w języku hebrajskim.

## Historia

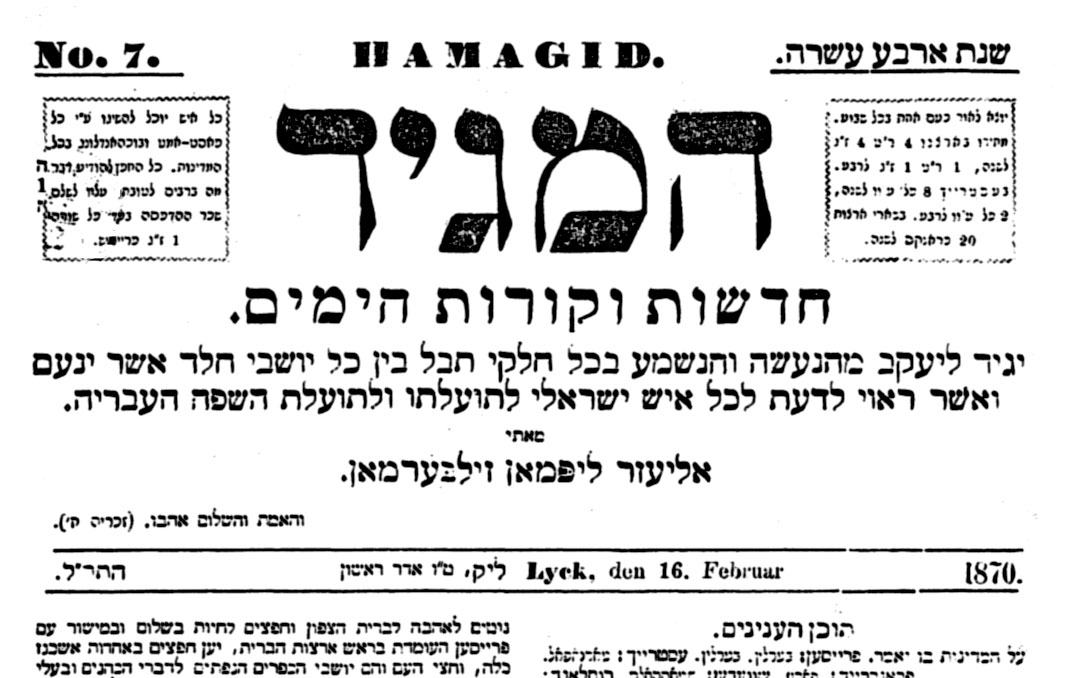
Strona tytułowa tygodnika

Tygodnik założony został w 1856 roku przez Eliezera Lipmana Silbermana. Był pierwszym na świecie tygodnikiem wydawanym w języku hebrajskim i jednym z pierwszych przejawów prasy w tymże języku. Przeznaczony był głównie dla żydów zamieszkujących Imperium Rosyjskie, miał jednak zasięg międzynarodowy, a nawet międzykontynentalny. Z powodu cenzury wydawano go jednak na terenie Królestwa Prus, w mieście Lyck (dzisiejszy Ełk).
Pismo początkowo skupiało się głównie na wydarzeniach dotyczących wspólnot żydowskich. Zamieszczano również tłumaczenia z innych tytułów prasowych oraz eseje. Jako jedno z pierwszych miało też profil syjonistyczny, zachęcało do podjęcia alii oraz przedstawiało relacje z żydowskich osiedli w Palestynie. Materialną działalnością społeczną „Hamagid” było zbieranie funduszy do podjęcia alii oraz pomoc ofiarom głodu z 1867 roku.

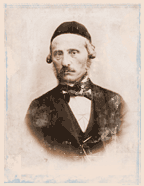
Eliezer Lipman Silberman, założyciel tygodnika

Grupą docelową pisma byli umiarkowani wyznawcy judaizmu, sprzeciwiano się reformom religijnym czy ideologii haskala, potępiając jednak również przejawy skrajnej ortodoksji. W szczytowej formie do obiegu trafiało 1800 egzemplarzy pisma.
Pierwszymi redaktorami pisma był jego założyciel Silberman oraz David Gordon. Od 1880 roku funkcję tę pełnił już sam Gordon z synem Dovem, a od 1886 roku redaktorem naczelnym był także Dov Gordon. W 1890 lub 1891 roku naczelnym pisma został Jacob Samuel Fuchs. W związku z tym przeniesiono pismo z Ełku do Berlina. W tym czasie za sprawą współpracy z autorami takimi jak Micha Josef Berdyczewski, Ruben Brajnin czy Joseph Klausner rozrosła się znacznie sekcja literacka.

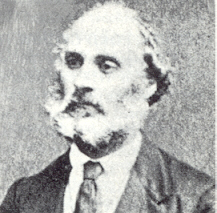
Wieloletni redaktor „Hamagid”, David Gordon

W 1892 roku redakcję „Hamagid” przeniesiono do Krakowa, gdzie nabrała bardziej lokalnego, galicyjskiego charakteru.
Od 1893 roku obowiązywał zakaz dystrybucji tygodnika na terenie Imperium Rosyjskiego, na czym mocno ucierpiała sprzedaż pisma. W tymże roku zmieniono jego tytuł na „HaMaggid LeIsrael”. Wydawano go do 1903 roku, ostatnim miejscem redakcji był Wiedeń.